# Plàcid de Subiaco
Sant Plàcid (Itàlia, s. VI), va ser un dels primers i principals deixebles de sant Benet de Núrsia junt amb sant Maure. És mencionat en els diàlegs escrits per sant Gregori I el Gran.

## Vida
Fill d'un patrici romà, Tertul·lus, va ser portat de petit a Subiaco, on hi havia Benet de Núrsia, i ofert a Déu com a donat. Hi va tenir lloc l'episodi llegendari narrat per Gregori el Gran (Diàlegs, II, vii): va caure el llac i va ser rescatat de morir ofegat pel seu company Maure, a qui Benet, que havia tingut una visió de l'accident, va ordenar que hi anés a salvar-lo; Maure va anar-hi i va caminar sobre les aigües del llac per agafar-lo i portar-lo fins a la riba.

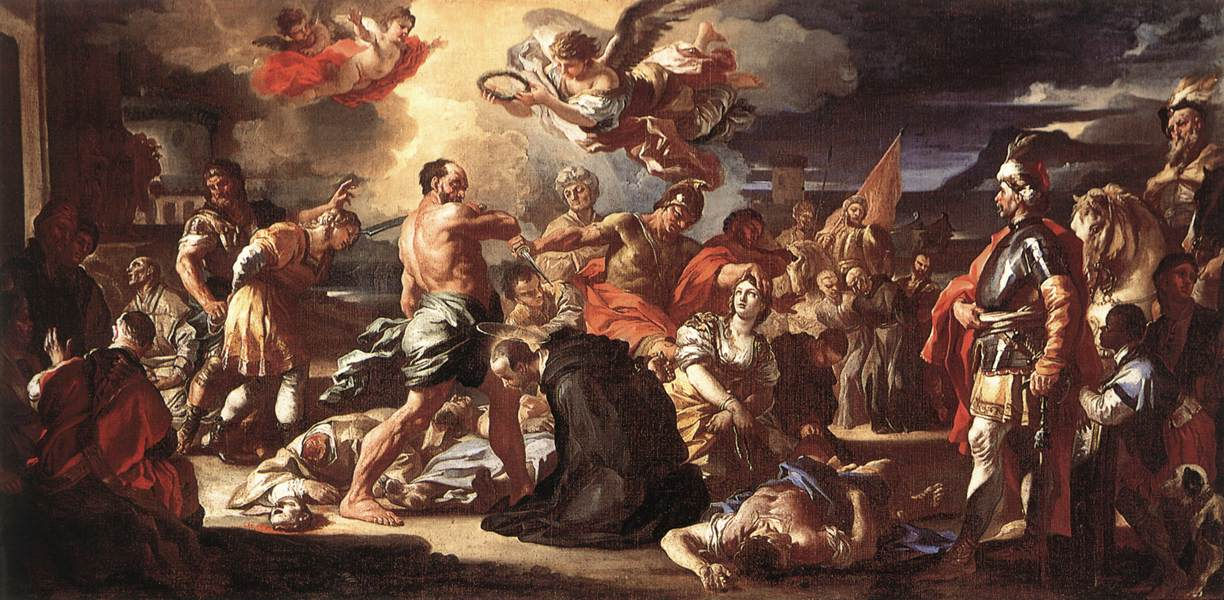
Martiri de sant Plàcid a Messina, per Francesco Solimena, 1697-1708, que mostra el llegendari martiri del sant pels musulmans.

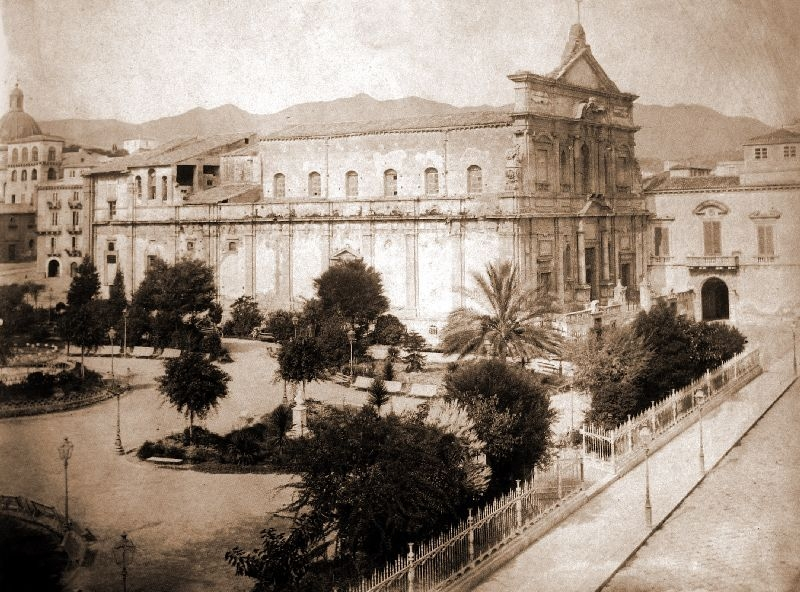
Església de S. Giovanni di Malta, a Messina, en 1900 (abans del terratrèmol).

A banda de la llegenda, sembla cert que va acompanyar Benet a Monte Cassino en 529. Res més se sap de la seva vida. En un salteri antic de Vallombrosa, el seu nom es troba a la lletania dels sants al costat dels de sant Benet i sant Maure, com també al Còdex CLV de Subiaco, del segle ix, la qual cosa testimonia la seva veneració ja uns segles abans.
És venerat, juntament amb Maure, el 5 d'octubre. És copatró de Messina i patró de les ciutats italianes de Biancavilla, Castel di Lucio, Montecarotto i Poggio Imperiale.
La confusió amb un sant Plàcid màrtir a Sicília, fa que el seu culte sigui més gran en aquesta illa, i que les suposades relíquies del sant que s'hi conserven siguin probablement falses. Es conserven a l'església de San Giovanni di Malta, a Messina, on van trobar-se en 1558.

## Confusió amb Sant Plàcid de Sicília
Es conserva una Passio S. Placidi, suposadament escrita per Gordianus, servent del sant, que el descriu com a abat i màrtir: és una clara falsificació, escrita per Pere el Diaca, monjo de Monte Cassino al segle xii. Sembla que l'autor va confondre el monjo benedictí amb un antic màrtir del mateix nom, Plàcid, que havia estat màrtir a Sicília durant les persecucions de Dioclecià. Festejat també el 5 d'octubre, va fer que es barregessin les històries dels dos sants i es creés una llegenda diferent, però inversemblant.
Aquesta llegenda del Plàcid màrtir es va difondre arreu d'Europa i es va completar amb detalls ficticis: Plàcid hauria arribat a Messina el 541, on va fundar per encàrrec de sant Benet un monestir del qual va ser l'abat, i hauria estat martiritzat a Messina pels musulmans que, des de l'Àndalus, havien envaït Sicília. El monestir es trobava a Calonerò.
El Calendarium Romanum de 1969, revisat (Libreria Editrice Vaticana 1969, p. 113), corregeix l'errada secular esmentant que "Sant Plàcid, el deixeble de Sant Benet, és avui universalment diferenciat de Sant Plàcid, màrtir desconegut a Sicília".
- Article principal: Plàcid de Sicília.